# Конвой № 1143
Конвой № 1143 — японський конвой часів Другої світової війни, проведення якого відбувалось у вересні 1943 року.
Конвой сформували на атолі Трук (нині Чуук) у східній частині Каролінських островів, де була розташована потужна база японського ВМФ, а місцем його призначення був Рабаул — головна передова база в архіпелазі Бісмарка, з якої безпосередньо провадились операції на Соломонових островах та сході Нової Гвінеї.
До складу конвою увійшли транспорти «Окіцу-Мару» та «Манко-Мару», які охороняли есмінець «Самідаре» та переобладнані канонерські човни «Чоко-Мару № 2» і «Чоун-Мару».
14 вересня судна вийшли з Труку та попрямували на південь. Хоча в цей період на додачу до підводних човнів на комунікаціях архіпелагу Бісмарка вже починала діяти союзна авіація, конвой № 1143 зміг пройти без втрат та 19 вересня прибув до Рабаула.